# Coupe d'Europe des nations d'athlétisme 2005
Navigation
Coupe d'Europe 2004 Coupe d'Europe 2006
La 26e coupe d'Europe des nations d'athlétisme s'est déroulée les 17, 18 et 19 juin 2005 à Florence en Italie.

## Classement
L'Allemagne conserve son titre chez les hommes.

Chez les femmes, la Russie obtient une 10e victoire consécutive.

Sont relégués en division inférieure, la République tchèque chez les hommes, l'Italie et la Grèce chez les femmes. L'équipe masculine du Royaume-Uni, 7e à l'issue de cette compétition chez les hommes, sauve sa place grâce à l'Espagne qui organisera la prochaine édition en 2006: Y seront alors présentes 9 équipes (au lieu de 8 habituellement) tant du côté masculin que féminin.
| Place | Pays               | Points |
| ----- | ------------------ | ------ |
| 1     | Allemagne          | 113    |
| 2     | France             | 104    |
| 3     | Italie             | 98     |
| 4     | Pologne            | 94,5   |
| 5     | Russie             | 88     |
| 6     | Espagne            | 86,5   |
| 7     | Royaume-Uni        | 70     |
| 8     | République tchèque | 63     |

| Place | Pays      | Points |
| ----- | --------- | ------ |
| 1     | Russie    | 131,5  |
| 2     | Pologne   | 94     |
| 3     | Allemagne | 93     |
| 4     | France    | 90,5   |
| 5     | Ukraine   | 86     |
| 6     | Roumanie  | 85     |
| 7     | Italie    | 77     |
| 8     | Grèce     | 62     |

## Tableau synthétique des résultats

### Hommes
|                   | Allemagne | France | Italie | Pologne | Russie | Espagne | Royaume-Uni | République tchèque |
| ----------------- | --------- | ------ | ------ | ------- | ------ | ------- | ----------- | ------------------ |
| Lancer du marteau | 6         | 2      | 5      | 8       | 7      | 3       | 1           | 4                  |
| Saut en hauteur   | 3,5       | 5      | 7      | 3,5     | 8      | 1       | 2           | 6                  |
| 5 000 m           | 6         | 7      | 3      | 4       | 5      | 8       | 2           | 1                  |
| 3 000 m steeple   | 5         | 6      | 2      | 7       | 4      | 8       | 3           | 1                  |
| Premier jour      | 20,5      | 20     | 17     | 22,5    | 24     | 20      | 8           | 12                 |
| Lancer du disque  | 7         | 2      | 6      | 3       | 4      | 8       | 1           | 5                  |
| 400 m haies       | 5         | 8      | 6      | 7       | 2      | 1       | 3           | 4                  |
| 100 m             | 1         | 8      | 6      | 4       | 5      | 2       | 7           | 3                  |
| Lancer du poids   | 8         | 1      | 2      | 5       | 3      | 7       | 4           | 6                  |
| 1 500 m           | 4         | 7      | 3      | 6       | 1      | 8       | 2           | 5                  |
| Saut en longueur  | 8         | 7      | 5      | 3       | 6      | 4       | 1           | 2                  |
| 400 m             | 7         | 8      | 5      | 3       | 6      | 1       | 4           | 2                  |
| 4 × 100 m         | 5         | 6      | 7      | 4       | 0      | 3       | 8           | 2                  |
| Deuxième jour     | 45        | 47     | 40     | 35      | 27     | 34      | 30          | 29                 |
| 110 m haies       | 7         | 8      | 6      | 4       | 2      | 5       | 0           | 3                  |
| 800 m             | 5         | 4      | 3      | 7       | 6      | 8       | 2           | 0                  |
| 200 m             | 7         | 2      | 5      | 4       | 3      | 1       | 8           | 6                  |
| 3 000 m           | 5         | 4      | 3      | 6       | 2      | 8       | 7           | 1                  |
| Triple saut       | 8         | 6      | 5      | 2       | 7      | 1       | 4           | 3                  |
| Saut à la perche  | 4,5       | 2      | 8      | 3       | 6      | 4,5     | 1           | 7                  |
| Lancer du javelot | 8         | 5      | 6      | 4       | 7      | 3       | 2           | 1                  |
| 4 × 400 m         | 3         | 6      | 5      | 7       | 4      | 2       | 8           | 1                  |
| Troisième jour    | 47,5      | 37     | 41     | 37      | 37     | 32,5    | 32          | 22                 |
| Total             | 113       | 104    | 98     | 94,5    | 88     | 86,5    | 70          | 63                 |

### Femmes
|                   | Russie | Pologne | Allemagne | France | Ukraine | Roumanie | Italie | Grèce |
| ----------------- | ------ | ------- | --------- | ------ | ------- | -------- | ------ | ----- |
| 5 000 m           | 8      | 7       | 5         | 4      | 2       | 6        | 3      | 1     |
| Saut en longueur  | 8      | 2       | 4         | 1      | 5       | 6        | 7      | 2     |
| Lancer du disque  | 4      | 6       | 8         | 1      | 7       | 5        | 3      | 2     |
| 3 000 m           | 7      | 6       | 4         | 5      | 3       | 8        | 2      | 1     |
| Premier jour      | 27     | 21      | 21        | 11     | 17      | 25       | 15     | 6     |
| 400 m haies       | 7      | 8       | 6         | 3      | 2       | 1        | 5      | 4     |
| Saut à la perche  | 3,5    | 8       | 7         | 3,5    | 6       |          | 2      | 5     |
| Triple saut       | 8      | 1       | 3         | 2      | 5       | 4        | 6      | 7     |
| 100 m             | 7      | 1       | 2         | 8      | 3       | 4        | 5      | 6     |
| 800 m             | 6      | 4       | 7         | 5      | 3       | 8        | 2      | 1     |
| 400 m             | 8      | 3       | 2         | 4      | 7       | 5        | 1      | 6     |
| Lancer du javelot | 2      | 7       | 8         | 1      | 5       | 4        | 6      | 3     |
| 3 000 m           | 8      | 4       | 1         | 7      | 6       | 5        | 3      | 2     |
| 4 × 100 m         | 8      | 5       | 7         | 3      | 1       | 2        | 6      | 4     |
| Deuxième jour     | 57,5   | 41      | 43        | 36,5   | 38      | 33       | 36     | 38    |
| 100 m haies       | 2      | 5       | 7         | 8      | 3       | 1        | 4      | 6     |
| Lancer du marteau | 6      | 8       | 4         | 7      | 2       | 3        | 5      | 1     |
| 1 500 m           | 8      | 5       | 3         | 6      | 4       | 7        | 2      | 1     |
| 200 m             | 7      | 5       | 2         | 8      | 6       | 4        | 3      | 1     |
| Lancer du poids   | 8      | 1       | 7         | 5      | 3       | 4        | 6      | 2     |
| Saut en hauteur   | 8      | 1       | 2         | 6      | 7       | 3        | 4      | 5     |
| 4 × 400 m         | 8      | 7       | 4         | 3      | 6       | 5        | 2      | 1     |
| Troisième jour    | 47     | 32      | 29        | 43     | 31      | 27       | 26     | 17    |
| Total             | 131,5  | 94      | 93        | 90,5   | 86      | 85       | 77     | 62    |

## Résultats par épreuve

### Femmes
| Épreuve | Or                                                                         | Or               | Argent                                                         | Argent         | Bronze                                                                    | Bronze         |
| --- | -------------------------------------------------------------------------- | ---------------- | -------------------------------------------------------------- | -------------- | ------------------------------------------------------------------------- | -------------- |
| 100 m (Vent : +1,3 m/s) | Christine Arron FRA                                                        | 11 s 09          | Olga Fyodorova RUS                                             | 11 s 21        | Maria Karastamati GRE                                                     | 11 s 30        |
| 200 m (Vent : -0,6 m/s) | Christine Arron FRA                                                        | 22 s 84          | Yelena Bolsun RUS                                              | 23 s 00        | Marina Maydanova UKR                                                      | 23 s 01        |
| 400 m | Natalya Antyukh RUS                                                        | 50 s 67          | Antonina Yefremova UKR                                         | 51 s 56        | Dimitra Dova GRE                                                          | 51 s 89        |
| 800 m | Maria Cioncan ROM                                                          | 2 min 00 s 88    | Monika Gradzki GER                                             | 2 min 01 s 00  | Svetlana Klyuka RUS                                                       | 2 min 01 s 02  |
| 1500 m | Yuliya Chizhenko RUS                                                       | 4 min 06 s 76    | Maria Cioncan ROM                                              | 4 min 07 s 39  | Bouchra Ghezielle FRA                                                     | 4 min 08 s 02  |
| 3000 m | Yelena Zadorozhnaya RUS                                                    | 8 min 57 s 08    | Maria Martins FRA                                              | 9 min 00 s 71  | Tatyana Krivobok UKR                                                      | 9 min 01 s 65  |
| 5000 m | Liliya Shobukhova RUS                                                      | 15 min 01 s 15   | Wioletta Janowska POL                                          | 15 min 08 s 38 | Mihaela Botezan ROM                                                       | 15 min 13 s 36 |
| 3 000 m steeple | Cristina Casandra ROM                                                      | 9 min 35 s 95 CR | Lyubov Ivanova RUS                                             | 9 min 46 s 63  | Justyna Bak POL                                                           | 9 min 51 s 51  |
| 100 m haies (Vent : -1,3 m/s) | Linda Khodadin FRA                                                         | 12 s 73          | Kirsten Bolm GER                                               | 12 s 79        | Flora Rentoumi GRE                                                        | 13 s 03        |
| 400 m haies | Anna Jesien POL                                                            | 54 s 90          | Yekaterina Bikert RUS                                          | 55 s 73        | Claudia Marx GER                                                          | 55 s 84        |
| 4 × 100 m | RUS Olga Fyodorova Yuliya Gushchina Irina Khabarova Yekaterina Kondratyeva | 42 s 73          | GER Katja Wakan Esther Möller Birgit Rockmeier Verena Sailer   | 43 s 58        | ITA Elena Sordelli Vincenza Cali Manuela Grillo Manuela Levorato          | 43 s 83        |
| 4 × 400 m | RUS Yuliya Gushchina Tatyana Levina Mariya Lisnichenko Natalya Antyukh     | 3 min 23 s 56    | POL Zuzanna Radecka Monika Bejnar Grazyna Prokopek Anna Jesien | 3 min 24 s 61  | UKR Antonina Yefremova Oksana Ilyushkina Liliya Pilyuhina Nataliya Pyhyda | 3 min 26 s 72  |
| Saut en hauteur | Tatyana Kivimyagi RUS                                                      | 1,98 m           | Vita Palamar UKR                                               | 1,92 m         | Melanie Skotnik FRA                                                       | 1,92 m         |
| Saut à la perche | Anna Rogowska POL                                                          | 4,60 m           | Carolin Hingst GER                                             | 4,50 m         | Natalya Kushch UKR                                                        | 4,30 m         |
| Saut en longueur | Irina Simagina RUS                                                         | 6,76 m           | Fiona May ITA                                                  | 6,43 m         | Adina Anton ROM                                                           | 6,35 m         |
| Triple saut | Anna Pyatykh RUS                                                           | 14,72 m          | Chrysopigi Devetzi GRE                                         | 14,62 m        | Magdelín Martínez ITA                                                     | 14,54 m w      |
| Lancer du poids | Olga Ryabinkin RUS                                                         | 19,65 m          | Nadine Kleinert GER                                            | 18,89 m        | Assunta Legnante ITA                                                      | 18,42 m        |
| Lancer du disque | Franka Dietzsch GER                                                        | 64,38 m          | Olena Antonova UKR                                             | 62,59 m        | Marzena Wysocka POL                                                       | 62,28 m        |
| Lancer du marteau | Kamila Skolimowska POL                                                     | 72,38 m          | Manuela Montebrun FRA                                          | 71,10 m        | Gulfiya Khanafeyeva RUS                                                   | 70,06 m        |
| Lancer du javelot | Steffi Nerius GER                                                          | 64,59 m          | Barbara Madejczyk POL                                          | 61,72 m        | Zahra Bani ITA                                                            | 61,66 m        |
| Records et Performances - AR : Record continental (area record) - CR : Record des championnats (championship record) - MR : Record du meeting (meet record) - NR : Record national (national record) - OR : Record olympique (olympic record) - PR : Record paralympique (paralympic record) - PB : Record personnel (personal best) - SB : Meilleure performance personnelle de la saison (season's best) - WL : Meilleure performance mondiale de l'année (world leader) - WJR : Record du monde junior (world junior record) - WR : Record du monde (world record) Circonstances et Conditions - DNF : N'a pas terminé (did not finish) - DNS : N'a pas pris le départ (did not start) - DQ : Disqualification (disqualification) - NM : Aucun essai valable enregistré (No Mark) - Q : Qualifié « directement » au prochain tour (ou à la prochaine compétition), lors d'une compétition majeure, grâce au classement ou à la réalisation des minima (automatic qualifier) - q : Qualifié au prochain tour (ou à la prochaine compétition), lors d'une compétition majeure, grâce au repêchage ou à la réalisation de l'une des meilleures performances parmi celles des « non qualifiés directement » (grâce au meilleur temps ou à la meilleure distance par exemple) (secondary qualifier) |                                                                            |                  |                                                                |                |                                                                           |                |

## Première division
La 1re division (First League), divisée en deux groupes, se dispute à Gävle (Suède) et à Leiria (Portugal) les 18 et 19 juin 2005.
| Place | Pays      | Points |
| ----- | --------- | ------ |
| 1     | Finlande  | 120    |
| 2     | Suède     | 118    |
| 3     | Suisse    | 106    |
| 4     | Hongrie   | 99     |
| 5     | Slovénie  | 79     |
| 6     | Estonie   | 73     |
| 7     | Croatie   | 69     |
| 8     | Slovaquie | 54     |

| Place | Pays                 | Points |
| ----- | -------------------- | ------ |
| 1     | Ukraine              | 115    |
| 2     | Grèce                | 111    |
| 3     | Pays-Bas             | 105    |
| 4     | Portugal             | 102    |
| 5     | Belgique             | 99     |
| 6     | Roumanie             | 77     |
| 7     | Irlande              | 65     |
| 8     | Serbie-et-Monténégro | 44     |

| Place | Pays     | Points |
| ----- | -------- | ------ |
| 1     | Suède    | 134    |
| 2     | Espagne  | 131    |
| 3     | Tchéquie | 92     |
| 4     | Finlande | 90     |
| 5     | Hongrie  | 87,5   |
| 6     | Slovénie | 69     |
| 7     | Norvège  | 64     |
| 8     | Croatie  | 52,5   |

| Place | Pays                 | Points |
| ----- | -------------------- | ------ |
| 1     | Royaume-Uni          | 134,5  |
| 2     | Biélorussie          | 107,5  |
| 3     | Belgique             | 90     |
| 4     | Pays-Bas             | 85     |
| 5     | Portugal             | 85     |
| 6     | Bulgarie             | 83     |
| 7     | Irlande              | 79     |
| 8     | Serbie-et-Monténégro | 53     |

## Seconde division
La 2e division (Second League), divisée en deux groupes, se dispute à Tallinn (Estonie) et à Istanbul (Turquie) les 18 et 19 juin 2005.
| Place | Pays       | Points |
| ----- | ---------- | ------ |
| 1     | Norvège    | 127,5  |
| 2     | Autriche   | 109    |
| 3     | Danemark   | 106    |
| 4     | Lituanie   | 101    |
| 5     | Israël     | 88,5   |
| 6     | Lettonie   | 88     |
| 7     | Islande    | 50     |
| 8     | Luxembourg | 40     |

| Place | Pays               | Points |
| ----- | ------------------ | ------ |
| 1     | Biélorussie        | 227    |
| 2     | Turquie            | 225    |
| 3     | Bulgarie           | 192    |
| 4     | Moldavie           | 171    |
| 5     | Chypre             | 167    |
| 6     | Bosnie-Herzégovine | 153    |
| 7     | Azerbaïdjan        | 129    |
| 8     | Géorgie            | 104    |
| 9     | Arménie            | 101    |
| 10    | Andorre            | 97     |
| 11    | AASSE              | 84     |
| 12    | Albanie            | 68     |
| 13    | Macédoine du Nord  | 62     |

| Place | Pays      | Points |
| ----- | --------- | ------ |
| 1     | Lituanie  | 110    |
| 2     | Lettonie  | 106    |
| 3     | Estonie   | 103    |
| 4     | Autriche  | 101,5  |
| 5     | Danemark  | 96,5   |
| 6     | Slovaquie | 87     |
| 7     | Israël    | 62     |
| 8     | Islande   | 51     |

| Place | Pays               | Points |
| ----- | ------------------ | ------ |
| 1     | Turquie            | 217    |
| 2     | Suisse             | 199    |
| 3     | Chypre             | 197    |
| 4     | Moldavie           | 176    |
| 5     | Bosnie-Herzégovine | 127    |
| 6     | Albanie            | 118    |
| 7     | AASSE              | 117    |
| 8     | Géorgie            | 114,5  |
| 9     | Arménie            | 98     |
| 10    | Azerbaïdjan        | 71     |
| 11    | Andorre            | 66,5   |
| 12    | Macédoine du Nord  | 33     |